# Йордан Кюмюрджиев
Йордан Колев Кюмюрджиев е български полицай, генерал-майор от МВР, политик от ГЕРБ.

## Биография
Роден е на 22 април 1953 г. в пловдивското село Драгойново. Завършва Университета за архитектура, строителство и геодезия, а след това и 1-годишен курс в Академията на МВР. През 1984 г. влиза в системата на МВР като оперативен работник в Икономическа полиция. През 1992 г. започва да работи в РЗ БОП. От 1998 г. е началник на сектор „Престъпления в икономиката и контрабанда“. От 2002 г. е началник на РЗ БОП в Пловдив. В периода 9 юли 2004 – 5 декември 2005 г. е директор на РДВР-Пловдив. На 4 юли 2005 г. е удостоен със звание генерал-майор от МВР. След това се пенсионира. Член е на Управителния съвет на ГЕРБ и областен координатор на партията в Пловдив. Бил е председател на Общинския съвет на град Пловдив.
Йордан Кюмюрджиев умира на 4 май 2024 година в Пловдив.